# Marcopoloia nangmai
Marcopoloia nangmai is een vlinder uit de familie van de Metarbelidae. De wetenschappelijke naam van de soort is voor het eerst gepubliceerd in 2021 door Roman Yakovlev en Vadim Zolotuhin.
De soort komt voor in Noord-Thailand.